# David Ginola
David Désiré Marc Ginola (Gassin, 25 gennaio 1967) è un ex calciatore, allenatore di calcio e dirigente sportivo francese, di ruolo centrocampista o attaccante.

## Biografia
Ha origini italiane. Ha tre figli, due maschi e una femmina, e abita nella campagna francese vicino a Saint-Tropez. Il 19 maggio 2016 è stato colto da un infarto mentre stava disputando una partita di golf; ricoverato in ospedale, gli è stato applicato un quadruplo bypass, a causa delle gravi lesioni coronariche.

### Nei media
Fu il testimonial del videogioco FIFA 97 per il mercato europeo. Ha commissionato per i 18 anni del proprio figlio l'ultima auto costruita da Bernie e Leepu del Chop Shop London Garage, trasformando una Porsche 944 in una muscle car.

## Carriera

### Club
Iniziò a giocare nel Tolone nel 1985, dove rimase fino al 1988. Passò poi al Matra Racing e giocò nella capitale fino al 1990, quando si trasferì allo Stade Brest, con cui retrocesse in seconda divisione.
Nel gennaio 1992 venne ingaggiato dal Paris Saint-Germain. Con la squadra parigina vinse il campionato nel 1994, nonché due Coppe di Francia, nel 1993 e nel 1995, e una Coppa di Lega nel 1995. Con il PSG, all'epoca squadra di vertice del panorama europeo, disputò anche tre semifinali di coppe europee contro Arsenal e Juventus (Coppa UEFA) e contro il Milan (UEFA Champions League).
Nel 1995 passò sull'altra sponda della Manica, al Newcastle Utd, con il quale ottenne due secondi posti consecutivi in Premier League. Nel 1997 passò quindi al Tottenham. Nel 1999 vinse il premio come miglior giocatore del campionato, sia quello assegnato dai giornalisti, sia quello assegnato dai giocatori; in quella stagione vinse anche la League Cup.
Passato all'Aston Villa nel 2000, a metà del campionato 2001-2002, dopo cinque presenze con i Villans, passò all'Everton dove chiuse la carriera quello stesso anno.

### Nazionale

David Ginola (a sinistra) e Youri Djorkaeff in nazionale nel 1994, durante l'amichevole di Napoli contro l'.

Con la nazionale francese disputò 17 partite tra il 1990 e il 1995, andando a segno in 3 occasioni e non disputando alcun torneo internazionale.
Il 17 novembre 1993, in occasione dell'ultima giornata delle qualificazioni ai Mondiali 1994 si rende protagonista dell'episodio che sancisce l'eliminazione della Francia in favore della Bulgaria. Ad un minuto dal termine della partita, sul risultato di 1-1 la Francia, a cui basta il pareggio per qualificarsi al Mondiale, guadagna una punizione all'altezza del calcio d'angolo: Guérin fa un passaggio corto a Ginola, il quale invece di tener palla per far scorrere i secondi ed aspettare la fine del match, cambia gioco senza alcun senso dalla parte opposta dove non trova nessun compagno, facendo scattare il contropiede della Bulgaria che all'ultimo secondo segna la rete del 1-2 con Kostadinov qualificandosi alla Coppa del mondo. Il 18 novembre 1993, l'allenatore della Francia Gérard Houllier afferma: «Ginola stasera ha lanciato un missile contro l'intera nazionale francese. Ha commesso un crimine contro l'Equipe de France».

## Statistiche

### Presenze e reti nei club
| Stagione                   | Squadra                    | Campionato                 | Campionato | Campionato | Coppe nazionali | Coppe nazionali | Coppe nazionali | Coppe continentali | Coppe continentali | Coppe continentali | Altre coppe | Altre coppe | Altre coppe | Totale | Totale |
| Stagione                   | Squadra                    | Comp                       | Pres       | Reti       | Comp            | Pres            | Reti            | Comp               | Pres               | Reti               | Comp        | Pres        | Reti        | Pres   | Reti   |
| -------------------------- | -------------------------- | -------------------------- | ---------- | ---------- | --------------- | --------------- | --------------- | ------------------ | ------------------ | ------------------ | ----------- | ----------- | ----------- | ------ | ------ |
| 1983-1984                  | Nizza 2                    | D3                         | 1          | 0          | -               | -               | -               | -                  | -                  | -                  | -           | -           | -           | 1      | 0      |
| 1984-1985                  | Tolone 2                   | D3                         | 8          | 0          | -               | -               | -               | -                  | -                  | -                  | -           | -           | -           | 8      | 0      |
| 1985-1986                  | Tolone 2                   | D3                         | 14         | 2          | -               | -               | -               | -                  | -                  | -                  | -           | -           | -           | 14     | 2      |
| Totale Tolone 2            | Totale Tolone 2            | Totale Tolone 2            | 22         | 2          |                 | -               | -               |                    | -                  | -                  |             | -           | -           | 22     | 2      |
| 1985-1986                  | Tolone                     | D1                         | 14         | 0          | CF              | 0               | 0               | -                  | -                  | -                  | -           | -           | -           | 14     | 0      |
| 1986-1987                  | Tolone                     | D1                         | 34         | 0          | CF              | 1               | 0               | -                  | -                  | -                  | -           | -           | -           | 35     | 0      |
| 1987-1988                  | Tolone                     | D1                         | 33         | 4          | CF              | 3               | 1               | -                  | -                  | -                  | -           | -           | -           | 36     | 5      |
| Totale Tolone              | Totale Tolone              | Totale Tolone              | 81         | 4          |                 | 4               | 1               |                    | -                  | -                  |             | -           | -           | 85     | 5      |
| 1988-1989                  | Racing Paris 1             | D1                         | 29         | 7          | CF              | 2               | 1               | -                  | -                  | -                  | -           | -           | -           | 31     | 8      |
| 1989-1990                  | Racing Paris 1             | D1                         | 30         | 1          | CF              | 6               | 1               | -                  | -                  | -                  | -           | -           | -           | 36     | 2      |
| Totale Racing Paris 1      | Totale Racing Paris 1      | Totale Racing Paris 1      | 59         | 8          |                 | 8               | 2               |                    | -                  | -                  |             | -           | -           | 67     | 10     |
| 1990-1991                  | Brest                      | D1                         | 33         | 6          | CF              | 3               | 1               | -                  | -                  | -                  | -           | -           | -           | 36     | 7      |
| lug.-dic. 1991             | Brest                      | D2                         | 17         | 8          | CF              | 0               | 0               | -                  | -                  | -                  | -           | -           | -           | 17     | 8      |
| Totale Brest               | Totale Brest               | Totale Brest               | 50         | 14         |                 | 3               | 1               |                    | -                  | -                  |             | -           | -           | 53     | 15     |
| dic. 1991-1992             | Paris Saint-Germain        | D1                         | 15         | 3          | CF              | 2               | 1               | -                  | -                  | -                  | -           | -           | -           | 17     | 4      |
| 1992-1993                  | Paris Saint-Germain        | D1                         | 34         | 6          | CF              | 6               | 2               | CU                 | 9                  | 2                  | -           | -           | -           | 49     | 10     |
| 1993-1994                  | Paris Saint-Germain        | D1                         | 38         | 13         | CF              | 3               | 3               | CdC                | 8                  | 2                  | -           | -           | -           | 49     | 18     |
| 1994-1995                  | Paris Saint-Germain        | D1                         | 28         | 11         | CF+CdL          | 2+3             | 0               | CU                 | 10                 | 1                  | -           | -           | -           | 43     | 12     |
| Totale Paris Saint-Germain | Totale Paris Saint-Germain | Totale Paris Saint-Germain | 115        | 33         |                 | 16              | 6               |                    | 27                 | 5                  |             | -           | -           | 158    | 44     |
| 1995-1996                  | Newcastle Utd              | PL                         | 34         | 5          | FACup+CdL       | 2+4             | 0               | -                  | -                  | -                  | -           | -           | -           | 40     | 5      |
| 1996-1997                  | Newcastle Utd              | PL                         | 24         | 1          | FACup+CdL       | 2+2             | 0               | CU                 | 7                  | 1                  | CS          | 1           | 0           | 36     | 2      |
| Totale Newcastle Utd       | Totale Newcastle Utd       | Totale Newcastle Utd       | 58         | 6          |                 | 10              | 0               |                    | 7                  | 1                  |             | 1           | 0           | 76     | 7      |
| 1997-1998                  | Tottenham                  | PL                         | 34         | 6          | FACup+CdL       | 3+3             | 1+2             | -                  | -                  | -                  | -           | -           | -           | 40     | 9      |
| 1998-1999                  | Tottenham                  | PL                         | 30         | 3          | FACup+CdL       | 6+8             | 3+1             | -                  | -                  | -                  | -           | -           | -           | 44     | 7      |
| 1999-2000                  | Tottenham                  | PL                         | 36         | 4          | FACup+CdL       | 2+2             | 1+1             | CU                 | 3                  | 0                  | -           | -           | -           | 43     | 6      |
| Totale Tottenham           | Totale Tottenham           | Totale Tottenham           | 100        | 13         |                 | 24              | 9               |                    | 3                  | 0                  |             | -           | -           | 127    | 22     |
| 2000-2001                  | Aston Villa                | PL                         | 27         | 3          | FACup+CdL       | 1+0             | 0               | Int                | 0                  | 0                  | -           | -           | -           | 28     | 3      |
| 2001-gen. 2002             | Aston Villa                | PL                         | 5          | 0          | FACup+CdL       | 0+2             | 0               | Int+CU             | 4+2                | 2+0                | -           | -           | -           | 13     | 2      |
| Totale Aston Villa         | Totale Aston Villa         | Totale Aston Villa         | 32         | 3          |                 | 3               | 0               |                    | 6                  | 2                  |             | -           | -           | 41     | 5      |
| gen.-giu. 2002             | Everton                    | PL                         | 5          | 0          | FACup+CdL       | 2+0             | 0               | -                  | -                  | -                  | -           | -           | -           | 7      | 0      |
| Totale carriera            | Totale carriera            | Totale carriera            | 523        | 83         |                 | 70              | 19              |                    | 43                 | 8                  |             | 1           | 0           | 637    | 110    |

### Cronologia presenze e reti in nazionale
| Cronologia completa delle presenze e delle reti in nazionale ― Francia | Cronologia completa delle presenze e delle reti in nazionale ― Francia | Cronologia completa delle presenze e delle reti in nazionale ― Francia | Cronologia completa delle presenze e delle reti in nazionale ― Francia | Cronologia completa delle presenze e delle reti in nazionale ― Francia | Cronologia completa delle presenze e delle reti in nazionale ― Francia | Cronologia completa delle presenze e delle reti in nazionale ― Francia | Cronologia completa delle presenze e delle reti in nazionale ― Francia |
| Data                                                                   | Città                                                                  | In casa                                                                | Risultato                                                              | Ospiti                                                                 | Competizione                                                           | Reti                                                                   | Note                                                                   |
| ---------------------------------------------------------------------- | ---------------------------------------------------------------------- | ---------------------------------------------------------------------- | ---------------------------------------------------------------------- | ---------------------------------------------------------------------- | ---------------------------------------------------------------------- | ---------------------------------------------------------------------- | ---------------------------------------------------------------------- |
| 17-11-1990                                                             | Tirana                                                                 | Albania                                                                | 0 – 1                                                                  | Francia                                                                | Qual. Euro 1992                                                        | -                                                                      | 67’                                                                    |
| 26-8-1992                                                              | Parigi                                                                 | Francia                                                                | 0 – 2                                                                  | Brasile                                                                | Amichevole                                                             | -                                                                      |                                                                        |
| 29-9-1992                                                              | Sofia                                                                  | Bulgaria                                                               | 2 – 0                                                                  | Francia                                                                | Qual. Mondiali 1994                                                    | -                                                                      | 71’                                                                    |
| 17-2-1993                                                              | Ramat Gan                                                              | Israele                                                                | 0 – 4                                                                  | Francia                                                                | Qual. Mondiali 1994                                                    | -                                                                      | 32’ 82’                                                                |
| 28-4-1993                                                              | Parigi                                                                 | Francia                                                                | 2 – 1                                                                  | Svezia                                                                 | Qual. Mondiali 1994                                                    | -                                                                      | 46’                                                                    |
| 13-10-1993                                                             | Parigi                                                                 | Francia                                                                | 2 – 3                                                                  | Israele                                                                | Qual. Mondiali 1994                                                    | 1                                                                      | 86’                                                                    |
| 217-11-1993                                                            | Parigi                                                                 | Francia                                                                | 1 – 2                                                                  | Bulgaria                                                               | Qual. Mondiali 1994                                                    | -                                                                      | 69’                                                                    |
| 16-2-1994                                                              | Napoli                                                                 | Italia                                                                 | 0 – 1                                                                  | Francia                                                                | Amichevole                                                             | -                                                                      |                                                                        |
| 22-3-1994                                                              | Lione                                                                  | Francia                                                                | 3 – 1                                                                  | Cile                                                                   | Amichevole                                                             | -                                                                      | 46’                                                                    |
| 26-5-1994                                                              | Kōbe                                                                   | Australia                                                              | 0 – 1                                                                  | Francia                                                                | Amichevole                                                             | -                                                                      | 73’                                                                    |
| 29-5-1994                                                              | Tokyo                                                                  | Giappone                                                               | 1 – 4                                                                  | Francia                                                                | Amichevole                                                             | 1                                                                      |                                                                        |
| 17-8-1994                                                              | Bordeaux                                                               | Francia                                                                | 2 – 2                                                                  | Rep. Ceca                                                              | Amichevole                                                             | -                                                                      | 46’                                                                    |
| 7-9-1994                                                               | Bratislava                                                             | Slovacchia                                                             | 0 – 0                                                                  | Francia                                                                | Qual. Euro 1996                                                        | -                                                                      |                                                                        |
| 29-3-1995                                                              | Ramat Gan                                                              | Israele                                                                | 0 – 0                                                                  | Francia                                                                | Qual. Euro 1996                                                        | -                                                                      | 66’                                                                    |
| 26-4-1995                                                              | Nantes                                                                 | Francia                                                                | 4 – 0                                                                  | Slovacchia                                                             | Qual. Euro 1996                                                        | 1                                                                      | 69’                                                                    |
| 16-8-1995                                                              | Parigi                                                                 | Francia                                                                | 1 – 1                                                                  | Polonia                                                                | Qual. Euro 1996                                                        | -                                                                      | 64’                                                                    |
| 6-9-1995                                                               | Auxerre                                                                | Francia                                                                | 10 – 0                                                                 | Azerbaigian                                                            | Qual. Euro 1996                                                        | -                                                                      | 66’                                                                    |
| Totale                                                                 |                                                                        | Presenze                                                               | 17                                                                     |                                                                        | Reti                                                                   | 3                                                                      |                                                                        |

## Palmarès

### Club

#### Competizioni nazionali
- Coppa di Francia: 2

Paris Saint-Germain: 1992-1993, 1994-1995
- Campionato francese: 1

Paris Saint-Germain: 1993-1994
- Coppa di Lega francese: 1

Paris Saint-Germain: 1994-1995
- Coppa di Lega inglese: 1

Tottenham: 1998-1999

#### Competizioni internazionali
- Coppa Intertoto UEFA: 1

Aston Villa: 2001

### Individuale
- Calciatore francese dell'anno: 1

1993
- Trophées UNFP du football: 1

Miglior giocatore della Division 1: 1994
- Giocatore dell'anno della FWA: 1

1999
- Giocatore dell'anno della PFA: 1

1999
- FA Premier League Player of the Month: 2

agosto 1995-1996, dicembre 1998-1999